# Rusland op het Eurovisiesongfestival 2014

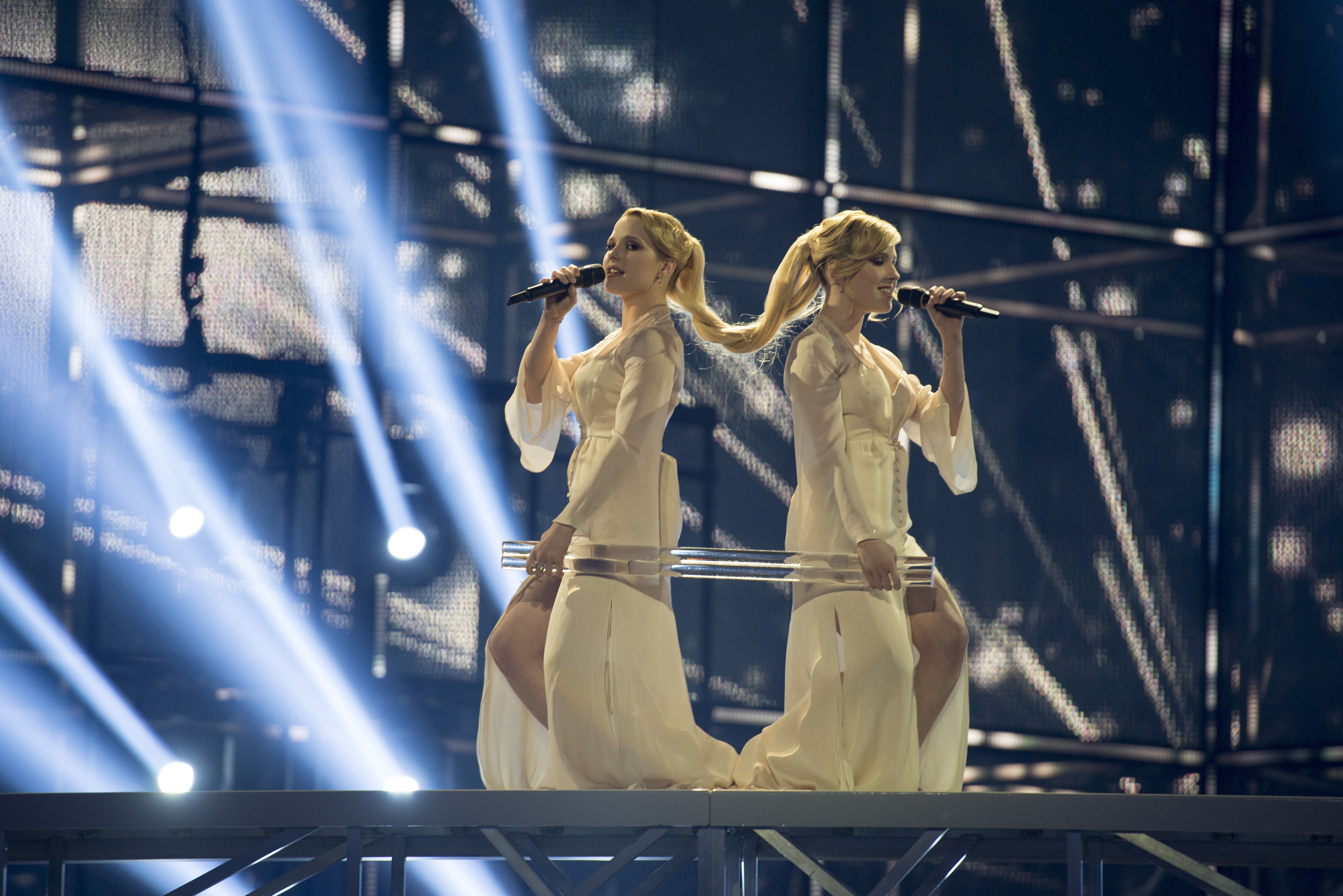
De Tolmatsjovy Zussen eindigden namens Rusland op de zevende plek in Kopenhagen

Rusland nam deel aan het Eurovisiesongfestival 2014 in Kopenhagen, Denemarken. Het was de achttiende deelname van het land op het Eurovisiesongfestival. Rusland-1 was verantwoordelijk voor de Russische bijdrage voor de editie van 2014.

## Selectieprocedure
Op 1 september 2013 maakte de Russische openbare omroep Rusland-1 bekend te zullen deelnemen aan de komende editie van het Eurovisiesongfestival, en dat er een nationale finale zou worden georganiseerd om de Russische act voor Kopenhagen te selecteren. Geïnteresseerden kregen tot eind oktober de tijd om inzendingen in te sturen. Vervolgens zou een selectiecomité de 25 kandidaten aanduiden die zouden mogen deelnemen aan de nationale finale, die zou plaatsvinden op 31 december 2013. Op 12 december meldde Rusland-1 echter dat de nationale finale verplaatst werd naar maart 2014, en dat de inschrijvingsperiode verlengd werd tot 28 februari 2014. Op 4 maart werd uiteindelijk duidelijk dat Rusland-1 ervan afzag om een nationale finale te houden, aangezien ze niet de vereiste kwaliteit en kwantiteit aan inzendingen had ontvangen. In plaats daarvan werd op 8 maart de intern geselecteerde Russische act gepresenteerd, zijnde de Tolmatsjovy Zussen. Hun nummer, dat de titel Shine kreeg en volledig in het Engels zou worden vertolkt, werd op 19 maart gepresenteerd.

## In Kopenhagen
Rusland moest in Kopenhagen eerst aantreden in de eerste halve finale, op dinsdag 6 mei. De Tolmatsjovy Zussen traden als zevende van zestien acts aan, na Hersi uit Albanië en net voor Dilarə Kazımova uit Azerbeidzjan. Bij het openen van de enveloppen bleek dat Rusland zich had weten te plaatsen voor de finale. Na afloop van de finale werd duidelijk dat de Tomatsjovy Zussen op de zesde plaats waren geëindigd in de eerste halve finale, met 63 punten. Rusland kreeg het maximum van twaalf punten van Moldavië. Opvallend was dat, toen bekend werd gemaakt dat Rusland de finale had gehaald, de tweeling werd uitgejouwd door een groot gedeelte van het publiek. Dit had mogelijk te maken met het russische bezetting van de Krim en Ruslands standpunt met betrekking tot homorechten.
In de finale traden Tolmatsjovy Zussen als vijftiende van 26 acts aan, net na Twin Twin uit Frankrijk en gevolgd door Emma Marrone uit Italië. Aan het einde van de puntentelling stond Rusland op de zevende plaats, met 89 punten. Rusland kreeg het maximum van de punten van Azerbeidzjan en Wit-Rusland. Net als tijdens de halve finale werd Rusland uitgejouwd als het toppunten kreeg en toen de Russische punten werden uitgereikt.

## Boegeroep
Verscheidene keren tijdens het Eurovisiesongfestival werd er boe geroepen naar zowel de Tolmatsjovy Zussen als naar de prestaties van Rusland in het algemeen op het Eurovisiesongfestival 2014.
Al vooraf het Eurovisiesongfestival was er veel kritiek rond het nummer. Een aantal zinnen in het nummer zouden volgens verscheidene media verwijzen naar het conflict dat tussen Oekraïne en Rusland gaande was over de Krim. De schrijver en producer van het liedje Filipp Kirkorov zei echter dat mensen hem niet moesten vragen over de politieke situatie van het land en dat het Eurovisiesongfestival een liedjeswedstrijd is.
Nadat Rusland bekend was gemaakt als finalist tijdens de eerste halve finale ontving het publiek het nieuws met boegeroep, wat tot ontzettend veel media-aandacht leidde. Ook commentatoren lieten van zich horen na het boegeroep. Zo zei Jan Smit: "Zo flauw, die meiden doen hartstikke goed hun best!" en Laura Whitmore, die voor de BBC commentaar gaf, zei: "Oei, het publiek vindt het niet bepaald leuk... kom op jongens het is het Songfestival!". Kranten en websites kopten daarna met Rusland uitgejouwd op het Eurovisiesongfestival.
Tijdens de landenparade aan het begin van finale werden de Tolmatsjovy Zussen bij hun opkomst uitgejouwd door het publiek. Ook tijdens de puntentelling gebeurde dit een aantal keren. Toen Rusland de eerste twaalf punten van het buurland Azerbeidzjan in ontvangst mocht nemen liet het publiek van zich horen. Presentator Pilou Asbæk reageerde hierop dat men zich moest herinneren dat het die avond alleen over muziek en liefde ging. Ook nadat Rusland aan kop stond toen twee landen hadden gestemd werd dat door het publiek niet goed opgenomen. Toen de spokesperson Alsou voor Rusland de punten mocht geven werd er ook boe geroepen. zo lang als het land punten gaf. De laatste maal dat het boegeroep klonk was toen Wit-Rusland hun maximale aantal punten gaf aan de inzending.

## Punten

### Punten gegeven aan Rusland
| 12 punten              | 10 punten                           | 8 punten | 7 punten           | 6 punten           |
| ---------------------- | ----------------------------------- | -------- | ------------------ | ------------------ |
| - Moldavië             | - Azerbeidzjan                      |          | - Armenië          | - Oekraïne         |
| 5 punten               | 4 punten                            | 3 punten | 2 punten           | 1 punt             |
| - Hongarije - Portugal | - Denemarken - Letland - Montenegro |          | - IJsland - Zweden | - België - Estland |

| 12 punten                    | 10 punten               | 8 punten             | 7 punten             | 6 punten                     |
| ---------------------------- | ----------------------- | -------------------- | -------------------- | ---------------------------- |
| - Azerbeidzjan - Wit-Rusland | - Armenië - Griekenland | - Georgië - Moldavië |                      | - Noord-Macedonië - Litouwen |
| 5 punten                     | 4 punten                | 3 punten             | 2 punten             | 1 punt                       |
| - Malta                      | - Oekraïne              | - Israël             | - Letland - Portugal | - Estland                    |

### Punten gegeven door Rusland

#### Eerste halve finale
Punten gegeven door Rusland in de eerste halve finale
| Punten    | Land         |
| --------- | ------------ |
| 12 punten | Armenië      |
| 10 punten | Azerbeidzjan |
| 8 punten  | Hongarije    |
| 7 punten  | Oekraïne     |
| 6 punten  | Zweden       |
| 5 punten  | Montenegro   |
| 4 punten  | België       |
| 3 punten  | San Marino   |
| 2 punten  | Nederland    |
| 1 punt    | Moldavië     |

#### Finale
Punten gegeven door Rusland in de finale
| Punten    | Land         |
| --------- | ------------ |
| 12 punten | Wit-Rusland  |
| 10 punten | Azerbeidzjan |
| 8 punten  | Armenië      |
| 7 punten  | Oekraïne     |
| 6 punten  | Hongarije    |
| 5 punten  | Oostenrijk   |
| 4 punten  | Griekenland  |
| 3 punten  | Nederland    |
| 2 punten  | Zweden       |
| 1 punt    | IJsland      |

1994 · 1995 · 1996 · 1997 · 1998-1999 · 2000 · 2001 · 2002 · 2003 · 2004 · 2005 · 2006 · 2007 · 2008 · 2009 · 2010 · 2011 · 2012 · 2013 · 2014 · 2015 · 2016 · 2017 · 2018 · 2019 · 2020 · 2021 · 2022-2025
Albanië · Armenië · Azerbeidzjan · België · Denemarken · Duitsland · Estland · Finland · Frankrijk · Georgië · Griekenland · Hongarije · Ierland · IJsland · Israël · Italië · Letland · Litouwen · Macedonië · Malta · Moldavië · Montenegro · Nederland · Noorwegen · Oekraïne · Oostenrijk · Polen · Portugal · Roemenië · Rusland · San Marino · Slovenië · Spanje · Verenigd Koninkrijk · Wit-Rusland · Zweden · Zwitserland